# Gran Premi dels Països Baixos de motociclisme
|  | Aquest article tracta sobre velocitat. Si cerqueu informació sobre motocròs, vegeu «Gran Premi dels Països Baixos de Motocròs». |

El Gran Premi dels Països Baixos de motociclisme és un esdeveniment esportiu que es disputa anualment al Circuit d'Assen, dins del calendari del Campionat del món de motociclisme. Conegut històricament com al Dutch TT (Tourist Trophy neerlandès o TT dels Països Baixos), el Gran Premi dels Països Baixos se celebra tradicionalment el darrer dissabte de juny. La seu de l'esdeveniment, el Circuit d'Assen, es coneix com a "La Catedral" del motociclisme.
D'ençà de la seva primera celebració el 1925, l'esdeveniment ha tingut lloc cada any ininterrompudament, tret del període comprès entre els anys 1940 i 1945 a causa de la Segona Guerra Mundial. Això fa que sigui l'esdeveniment més antic del calendari del Campionat del Món.
A 30 de juny de 2025

## Noms oficials i patrocinadors
- 1949–1957, 1959–1971: Grote Prijs van Nederland der K.N.M.V. (sense patrocinador oficial)[3]
- 1972, 1981–1985, 1992: Dutch TT Assen (sense patrocinador oficial)[4]
- 1973–1977: Dutch TT Assen/Grote Prijs van Nederland der KNMV (sense patrocinador oficial)[5]
- 1978–1980, 1986–1991: Dutch TT (sense patrocinador oficial)[6]
- 1993–1997: Lucky Strike Dutch Grand Prix[7]
- 1998–2000: Rizla+ Dutch TT[8]
- 2001–2003: Gauloises Dutch TT[9]
- 2004–2005: Gauloises TT Assen[10]
- 2006–2008: A-Style TT Assen[11]
- 2009: Alice TT Assen[12]
- 2010: TIM TT Assen
- 2011–2013: Iveco TT Assen[13]
- 2014: Iveco Daily TT Assen[14]
- 2015–2019, 2021–2024: Motul TT Assen[15]
- 2025: Motul Grand Prix of the Netherlands

## Guanyadors múltiples

### Pilots
| # Victòries | Country             | Victòries | Victòries                                            |
| # Victòries | Country             | Categoria | Anys                                                 |
| ----------- | ------------------- | --------- | ---------------------------------------------------- |
| 15          | Ángel Nieto         | 125cc     | 1971, 1972, 1977, 1979, 1980, 1981, 1982, 1983, 1984 |
| 15          | Ángel Nieto         | 50cc      | 1970, 1971, 1972, 1975, 1976, 1977                   |
| 14          | Giacomo Agostini    | 500cc     | 1968, 1969, 1970, 1971, 1972, 1974                   |
| 14          | Giacomo Agostini    | 350cc     | 1968, 1969, 1970, 1971, 1972, 1973, 1974, 1976       |
| 10          | Valentino Rossi     | MotoGP    | 2002, 2004, 2005, 2007, 2009, 2013, 2015, 2017       |
| 10          | Valentino Rossi     | 250cc     | 1998                                                 |
| 10          | Valentino Rossi     | 125cc     | 1997                                                 |
| 9           | Jim Redman          | 500cc     | 1966                                                 |
| 9           | Jim Redman          | 350cc     | 1962, 1963, 1964, 1965                               |
| 9           | Jim Redman          | 250cc     | 1962, 1963, 1964                                     |
| 9           | Jim Redman          | 125cc     | 1964                                                 |
| 9           | Mike Hailwood       | 500cc     | 1962, 1964, 1965, 1967                               |
| 9           | Mike Hailwood       | 350cc     | 1966, 1967                                           |
| 9           | Mike Hailwood       | 250cc     | 1961, 1966, 1967                                     |
| 7           | Carlo Ubbiali       | 250cc     | 1956, 1960                                           |
| 7           | Carlo Ubbiali       | 125cc     | 1955, 1956, 1958, 1959, 1960                         |
| 6           | John Surtees        | 500cc     | 1956, 1957, 1958, 1959                               |
| 6           | John Surtees        | 350cc     | 1958, 1960                                           |
| 6           | Marc Márquez        | MotoGP    | 2014, 2018, 2025                                     |
| 6           | Marc Márquez        | Moto2     | 2011, 2012                                           |
| 6           | Marc Márquez        | 125cc     | 2010                                                 |
| 5           | Geoff Duke          | 500cc     | 1951, 1953, 1954, 1955                               |
| 5           | Geoff Duke          | 350cc     | 1952                                                 |
| 5           | Phil Read           | 500cc     | 1973                                                 |
| 5           | Phil Read           | 250cc     | 1965, 1971                                           |
| 5           | Phil Read           | 125cc     | 1967, 1968                                           |
| 5           | Eugenio Lazzarini   | 125cc     | 1973, 1978                                           |
| 5           | Eugenio Lazzarini   | 50cc      | 1978, 1979, 1983                                     |
| 5           | Jorge Martínez      | 125cc     | 1988                                                 |
| 5           | Jorge Martínez      | 80cc      | 1984, 1986, 1987, 1988                               |
| 5           | Mick Doohan         | 500cc     | 1994, 1995, 1996, 1997, 1998                         |
| 5           | Francesco Bagnaia   | MotoGP    | 2022, 2023, 2024                                     |
| 5           | Francesco Bagnaia   | Moto2     | 2018                                                 |
| 5           | Francesco Bagnaia   | Moto3     | 2016                                                 |
| 4           | Tarquinio Provini   | 250cc     | 1957, 1958, 1959                                     |
| 4           | Tarquinio Provini   | 125cc     | 1957                                                 |
| 4           | Carlos Lavado       | 250cc     | 1980, 1983, 1984, 1986                               |
| 4           | Anton Mang          | 350cc     | 1981                                                 |
| 4           | Anton Mang          | 250cc     | 1981, 1982, 1987                                     |
| 4           | Jorge Lorenzo       | MotoGP    | 2010                                                 |
| 4           | Jorge Lorenzo       | 250cc     | 2006, 2007                                           |
| 4           | Jorge Lorenzo       | 125cc     | 2004                                                 |
| 3           | Werner Haas         | 250cc     | 1953, 1954                                           |
| 3           | Werner Haas         | 125cc     | 1953                                                 |
| 3           | Luigi Taveri        | 250cc     | 1955                                                 |
| 3           | Luigi Taveri        | 125cc     | 1962                                                 |
| 3           | Luigi Taveri        | 50cc      | 1966                                                 |
| 3           | Dieter Braun        | 350cc     | 1975                                                 |
| 3           | Dieter Braun        | 250cc     | 1972                                                 |
| 3           | Dieter Braun        | 125cc     | 1970                                                 |
| 3           | Walter Villa        | 250cc     | 1974, 1975, 1976                                     |
| 3           | Pier Paolo Bianchi  | 125cc     | 1975, 1976, 1985                                     |
| 3           | Kevin Schwantz      | 500cc     | 1990, 1991, 1993                                     |
| 3           | Max Biaggi          | 500cc     | 2001                                                 |
| 3           | Max Biaggi          | 250cc     | 1994, 1995                                           |
| 3           | Maverick Viñales    | MotoGP    | 2019                                                 |
| 3           | Maverick Viñales    | Moto3     | 2012                                                 |
| 3           | Maverick Viñales    | 125cc     | 2011                                                 |
| 2           | Nello Pagani        | 500cc     | 1949                                                 |
| 2           | Nello Pagani        | 125cc     | 1949                                                 |
| 2           | Umberto Masetti     | 500cc     | 1950, 1952                                           |
| 2           | Enrico Lorenzetti   | 350cc     | 1953                                                 |
| 2           | Enrico Lorenzetti   | 250cc     | 1952                                                 |
| 2           | Gary Hocking        | 500cc     | 1961                                                 |
| 2           | Gary Hocking        | 350cc     | 1961                                                 |
| 2           | Ernst Degner        | 50cc      | 1962, 1963                                           |
| 2           | Ralph Bryans        | 50cc      | 1964, 1965                                           |
| 2           | Bill Ivy            | 250cc     | 1968                                                 |
| 2           | Bill Ivy            | 125cc     | 1966                                                 |
| 2           | Rodney Gould        | 250cc     | 1970, 1972                                           |
| 2           | Bruno Kneubühler    | 125cc     | 1974                                                 |
| 2           | Bruno Kneubühler    | 50cc      | 1973                                                 |
| 2           | Barry Sheene        | 500cc     | 1975, 1976                                           |
| 2           | Kork Ballington     | 350cc     | 1977, 1978                                           |
| 2           | Ricardo Tormo       | 50cc      | 1980, 1981                                           |
| 2           | Kenny Roberts       | 500cc     | 1983                                                 |
| 2           | Kenny Roberts       | 250cc     | 1978                                                 |
| 2           | Randy Mamola        | 500cc     | 1984, 1985                                           |
| 2           | Wayne Gardner       | 500cc     | 1986, 1988                                           |
| 2           | Pierfrancesco Chili | 250cc     | 1991, 1992                                           |
| 2           | Dirk Raudies        | 125cc     | 1993, 1995                                           |
| 2           | Ralf Waldmann       | 250cc     | 1996                                                 |
| 2           | Ralf Waldmann       | 125cc     | 1991                                                 |
| 2           | Loris Capirossi     | 250cc     | 1993, 1999                                           |
| 2           | Marco Melandri      | 250cc     | 2002                                                 |
| 2           | Marco Melandri      | 125cc     | 1998                                                 |
| 2           | Sebastián Porto     | 250cc     | 2004, 2005                                           |
| 2           | Gábor Talmácsi      | 125cc     | 2005, 2008                                           |
| 2           | Casey Stoner        | MotoGP    | 2008, 2012                                           |
| 2           | Anthony West        | Moto2     | 2014                                                 |
| 2           | Anthony West        | 250cc     | 2003                                                 |
| 2           | Augusto Fernández   | Moto2     | 2019, 2022                                           |
| 2           | Matteo Ferrari      | MotoE     | 2023 Cursa 1, 2023 Cursa 2                           |
| 2           | Alessandro Zaccone  | MotoE     | 2024 Cursa 2, 2025 Cursa 2                           |

### Constructors
| # Victòries | Constructor     | Victòries | Victòries                                                                                      |
| # Victòries | Constructor     | Categoria | Anys                                                                                           |
| ----------- | --------------- | --------- | ---------------------------------------------------------------------------------------------- |
| 67          | Honda           | MotoGP    | 2002, 2003, 2006, 2012, 2014, 2016, 2018                                                       |
| 67          | Honda           | 500cc     | 1966, 1967, 1984, 1985, 1986, 1988, 1992, 1994, 1995, 1996, 1997, 1998, 1999, 2000             |
| 67          | Honda           | 350cc     | 1962, 1963, 1964, 1965, 1966, 1967                                                             |
| 67          | Honda           | 250cc     | 1961, 1962, 1963, 1964, 1966, 1967, 1985, 1987, 1989, 1993, 1996, 1999, 2000, 2009             |
| 67          | Honda           | Moto3     | 2012, 2014, 2017, 2018, 2019, 2021, 2023                                                       |
| 67          | Honda           | 125cc     | 1961, 1962, 1964, 1967, 1989, 1990, 1991, 1992, 1993, 1994, 1995, 1996, 1998, 1999, 2001, 2002 |
| 67          | Honda           | 50cc      | 1964, 1965, 1966                                                                               |
| 40          | Yamaha          | MotoGP    | 2004, 2005, 2007, 2009, 2010, 2011, 2013, 2015, 2017, 2019, 2021                               |
| 40          | Yamaha          | 500cc     | 1974, 1978, 1980, 1983, 1987, 1989, 2001                                                       |
| 40          | Yamaha          | 350cc     | 1974, 1975, 1976, 1977, 1980                                                                   |
| 40          | Yamaha          | 250cc     | 1965, 1968, 1970, 1971, 1972, 1973, 1978, 1980, 1983, 1984, 1986, 1988, 1990                   |
| 40          | Yamaha          | 125cc     | 1965, 1966, 1968, 1974                                                                         |
| 35          | MV Agusta       | 500cc     | 1956, 1957, 1958, 1959, 1960, 1961, 1962, 1964, 1965, 1968, 1969, 1970, 1971, 1972, 1973       |
| 35          | MV Agusta       | 350cc     | 1958, 1960, 1961, 1968, 1969, 1970, 1971, 1972, 1973                                           |
| 35          | MV Agusta       | 250cc     | 1955, 1956, 1958, 1959, 1960                                                                   |
| 35          | MV Agusta       | 125cc     | 1952, 1955, 1956, 1958, 1959, 1960                                                             |
| 20          | Aprilia         | 250cc     | 1991, 1992, 1994, 1995, 1997, 1998, 2001, 2002, 2003, 2004, 2005, 2006, 2007, 2008             |
| 20          | Aprilia         | 125cc     | 1997, 2003, 2007, 2008, 2009, 2011                                                             |
| 14          | Derbi           | 125cc     | 1971, 1972, 1988, 2000, 2004, 2010                                                             |
| 14          | Derbi           | 80cc      | 1984, 1986, 1987, 1988                                                                         |
| 14          | Derbi           | 50cc      | 1969, 1970, 1971, 1972                                                                         |
| 14          | Suzuki          | 500cc     | 1975, 1976, 1977, 1979, 1981, 1982, 1990, 1991, 1993                                           |
| 14          | Suzuki          | 125cc     | 1963, 1970                                                                                     |
| 14          | Suzuki          | 50cc      | 1962, 1963, 1967                                                                               |
| 11          | Ducati          | MotoGP    | 2008, 2022, 2023, 2024, 2025                                                                   |
| 11          | Ducati          | MotoE     | 2023 Cursa 1, 2023 Cursa 2, 2024 Cursa 1, 2024 Cursa 2, 2025 Cursa 1, 2025 Cursa 2             |
| 10          | Kalex           | Moto2     | 2013, 2015, 2016, 2017, 2018, 2019, 2021, 2022, 2023, 2025                                     |
| 8           | Kawasaki        | 350cc     | 1978, 1979, 1981, 1982                                                                         |
| 8           | Kawasaki        | 250cc     | 1977, 1981, 1982                                                                               |
| 8           | Kawasaki        | 125cc     | 1969                                                                                           |
| 7           | Gilera          | 500cc     | 1949, 1950, 1952, 1953, 1954, 1955, 1963                                                       |
| 6           | Moto Guzzi      | 350cc     | 1953, 1954, 1955, 1956, 1957                                                                   |
| 6           | Moto Guzzi      | 250cc     | 1952                                                                                           |
| 6           | Kreidler        | 50cc      | 1973, 1974, 1975, 1979, 1980, 1982                                                             |
| 6           | Morbidelli      | 250cc     | 1979                                                                                           |
| 6           | Morbidelli      | 125cc     | 1975, 1976, 1978, 1985                                                                         |
| 6           | Morbidelli      | 50cc      | 1978                                                                                           |
| 6           | Garelli         | 125cc     | 1982, 1983, 1984, 1986, 1987                                                                   |
| 6           | Garelli         | 50cc      | 1983                                                                                           |
| 6           | KTM             | Moto3     | 2013, 2015, 2024, 2025                                                                         |
| 6           | KTM             | 125cc     | 2005, 2006                                                                                     |
| 5           | Mondial         | 250cc     | 1957                                                                                           |
| 5           | Mondial         | 125cc     | 1949, 1950, 1951, 1957                                                                         |
| 4           | NSU             | 250cc     | 1953, 1954                                                                                     |
| 4           | NSU             | 125cc     | 1953, 1954                                                                                     |
| 4           | Bultaco         | 50cc      | 1976, 1977, 1981                                                                               |
| 4           | Bultaco         | 125cc     | 1977                                                                                           |
| 3           | Norton          | 500cc     | 1951                                                                                           |
| 3           | Norton          | 350cc     | 1952, 1959                                                                                     |
| 3           | Harley-Davidson | 250cc     | 1974, 1975, 1976                                                                               |
| 3           | Minarelli       | 125cc     | 1979, 1980, 1981                                                                               |
| 2           | Velocette       | 350cc     | 1949, 1950                                                                                     |
| 2           | Suter           | Moto2     | 2011, 2012                                                                                     |
| 2           | Speed Up        | Moto2     | 2010, 2014                                                                                     |

## Guanyadors per any
- Només es mostren les edicions del Dutch TT posteriors a 1948 i puntuables per al Campionat del Món.

### De 1990 a l'actualitat
| Any  | MotoE                                         | MotoE                                         | Moto3                                         | Moto2                                         | MotoGP                                        | Detalls                                       |
| Any  | Cursa 1                                       | Cursa 2                                       | Moto3                                         | Moto2                                         | MotoGP                                        | Detalls                                       |
| ---- | --------------------------------------------- | --------------------------------------------- | --------------------------------------------- | --------------------------------------------- | --------------------------------------------- | --------------------------------------------- |
| 2025 | Andrea Mantovani (Ducati)                     | Alessandro Zaccone (Ducati)                   | José Antonio Rueda (KTM)                      | Diogo Moreira (Kalex)                         | Marc Márquez (Ducati)                         | Detalls                                       |
| 2024 | Héctor Garzó (Ducati)                         | Alessandro Zaccone (Ducati)                   | Iván Ortolá (KTM)                             | Ai Ogura (Boscoscuro)                         | Francesco Bagnaia (Ducati)                    | Detalls                                       |
| 2023 | Matteo Ferrari (Ducati)                       | Matteo Ferrari (Ducati)                       | Jaume Masià (Honda)                           | Jake Dixon (Kalex)                            | Francesco Bagnaia (Ducati)                    | Detalls                                       |
| 2022 | Dominique Aegerter (Energica)                 | Eric Granado (Energica)                       | Ayumu Sasaki (Husqvarna)                      | Augusto Fernández (Kalex)                     | Francesco Bagnaia (Ducati)                    | Detalls                                       |
| 2021 | Eric Granado (Energica)                       | -                                             | Dennis Foggia (Honda)                         | Raúl Fernández (Kalex)                        | Fabio Quartararo (Yamaha)                     | Detalls                                       |
| 2020 | Cancel·lat a causa de la pandèmia de COVID-19 | Cancel·lat a causa de la pandèmia de COVID-19 | Cancel·lat a causa de la pandèmia de COVID-19 | Cancel·lat a causa de la pandèmia de COVID-19 | Cancel·lat a causa de la pandèmia de COVID-19 | Cancel·lat a causa de la pandèmia de COVID-19 |

| Any  | Moto3                        | Moto2                         | MotoGP                    | Detalls |
| ---- | ---------------------------- | ----------------------------- | ------------------------- | ------- |
| 2019 | Tony Arbolino (Honda)        | Augusto Fernández (Kalex)     | Maverick Viñales (Yamaha) | Detalls |
| 2018 | Jorge Martín (Honda)         | Francesco Bagnaia (Kalex)     | Marc Márquez (Honda)      | Detalls |
| 2017 | Arón Canet (Honda)           | Franco Morbidelli (Kalex)     | Valentino Rossi (Yamaha)  | Detalls |
| 2016 | Francesco Bagnaia (Mahindra) | Takaaki Nakagami (Kalex)      | Jack Miller (Honda)       | Detalls |
| 2015 | Miguel Oliveira (KTM)        | Johann Zarco (Kalex)          | Valentino Rossi (Yamaha)  | Detalls |
| 2014 | Àlex Márquez (Honda)         | Anthony West (Speed Up)       | Marc Márquez (Honda)      | Detalls |
| 2013 | Lluís Salom (KTM)            | Pol Espargaró (Kalex)         | Valentino Rossi (Yamaha)  | Detalls |
| 2012 | Maverick Viñales (Honda)     | Marc Márquez (Suter)          | Casey Stoner (Honda)      | Detalls |
|      | 125 cc                       | Moto2                         | MotoGP                    |         |
| 2011 | Maverick Viñales (Aprilia)   | Marc Márquez (Suter)          | Ben Spies (Yamaha)        | Detalls |
| 2010 | Marc Márquez (Derbi)         | Andrea Iannone (Speed Up)     | Jorge Lorenzo (Yamaha)    | Detalls |
|      | 125cc                        | 250 cc                        | MotoGP                    |         |
| 2009 | Sergio Gadea (Aprilia)       | Hiroshi Aoyama (Honda)        | Valentino Rossi (Yamaha)  | Detalls |
| 2008 | Gábor Talmácsi (Aprilia)     | Álvaro Bautista (Aprilia)     | Casey Stoner (Ducati)     | Detalls |
| 2007 | Mattia Pasini (Aprilia)      | Jorge Lorenzo (Aprilia)       | Valentino Rossi (Yamaha)  | Detalls |
| 2006 | Mika Kallio (KTM)            | Jorge Lorenzo (Aprilia)       | Nicky Hayden (Honda)      | Detalls |
| 2005 | Gábor Talmácsi (KTM)         | Sebastián Porto (Aprilia)     | Valentino Rossi (Yamaha)  | Detalls |
| 2004 | Jorge Lorenzo (Derbi)        | Sebastián Porto (Aprilia)     | Valentino Rossi (Yamaha)  | Detalls |
| 2003 | Steve Jenkner (Aprilia)      | Anthony West (Aprilia)        | Sete Gibernau (Honda)     | Detalls |
| 2002 | Daniel Pedrosa (Honda)       | Marco Melandri (Aprilia)      | Valentino Rossi (Honda)   | Detalls |
|      | 125 cc                       | 250 cc                        | 500 cc                    |         |
| 2001 | Toni Elías (Honda)           | Jeremy McWilliams (Aprilia)   | Max Biaggi (Yamaha)       | Detalls |
| 2000 | Youichi Ui (Derbi)           | Tohru Ukawa (Honda)           | Alex Barros (Honda)       | Detalls |
| 1999 | Masao Azuma (Honda)          | Loris Capirossi (Honda)       | Tadayuki Okada (Honda)    | Detalls |
| 1998 | Marco Melandri (Honda)       | Valentino Rossi (Aprilia)     | Mick Doohan (Honda)       | Detalls |
| 1997 | Valentino Rossi (Aprilia)    | Tetsuya Harada (Aprilia)      | Mick Doohan (Honda)       | Detalls |
| 1996 | Emili Alzamora (Honda)       | Ralf Waldmann (Honda)         | Mick Doohan (Honda)       | Detalls |
| 1995 | Dirk Raudies (Honda)         | Max Biaggi (Aprilia)          | Mick Doohan (Honda)       | Detalls |
| 1994 | Takeshi Tsujimura (Honda)    | Max Biaggi (Aprilia)          | Mick Doohan (Honda)       | Detalls |
| 1993 | Dirk Raudies (Honda)         | Loris Capirossi (Honda)       | Kevin Schwantz (Suzuki)   | Detalls |
| 1992 | Ezio Gianola (Honda)         | Pierfrancesco Chili (Aprilia) | Àlex Crivillé (Honda)     | Detalls |
| 1991 | Ralf Waldmann (Honda)        | Pierfrancesco Chili (Aprilia) | Kevin Schwantz (Suzuki)   | Detalls |
| 1990 | Doriano Romboni (Honda)      | John Kocinski (Yamaha)        | Kevin Schwantz (Suzuki)   | Detalls |

### De 1949 a 1989
| Any  | 80 cc                       | 125 cc                   | 250 cc                  | 500 cc                 | Detalls |
| ---- | --------------------------- | ------------------------ | ----------------------- | ---------------------- | ------- |
| 1989 | Peter Öttl (Krauser)        | Hans Spaan (Honda)       | Reinhold Roth (Honda)   | Wayne Rainey (Yamaha)  | Detalls |
| 1988 | Jorge Martínez (Derbi)      | Jorge Martínez (Derbi)   | Joan Garriga (Yamaha)   | Wayne Gardner (Honda)  | Detalls |
| 1987 | Jorge Martínez (Derbi)      | Fausto Gresini (Garelli) | Anton Mang (Honda)      | Eddie Lawson (Yamaha)  | Detalls |
| 1986 | Jorge Martínez (Derbi)      | Luca Cadalora (Garelli)  | Carlos Lavado (Yamaha)  | Wayne Gardner (Honda)  | Detalls |
| 1985 | Gerd Kafka (Casal)          | Pier Paolo Bianchi (MBA) | Freddie Spencer (Honda) | Randy Mamola (Honda)   | Detalls |
| 1984 | Jorge Martínez (Derbi)      | Ángel Nieto (Garelli)    | Carlos Lavado (Yamaha)  | Randy Mamola (Honda)   | Detalls |
|      | 50 cc                       | 125 cc                   | 250 cc                  | 500 cc                 |         |
| 1983 | Eugenio Lazzarini (Garelli) | Ángel Nieto (Garelli)    | Carlos Lavado (Yamaha)  | Kenny Roberts (Yamaha) | Detalls |

| Any  | 50 cc                         | 125 cc                          | 250 cc                         | 350 cc                         | 500 cc                       | Detalls |
| ---- | ----------------------------- | ------------------------------- | ------------------------------ | ------------------------------ | ---------------------------- | ------- |
| 1982 | Stefan Dörflinger (Kreidler)  | Ángel Nieto (Garelli)           | Anton Mang (Kawasaki)          | Jean-François Baldé (Kawasaki) | Franco Uncini (Suzuki)       | Detalls |
| 1981 | Ricardo Tormo (Bultaco)       | Ángel Nieto (Minarelli)         | Anton Mang (Kawasaki)          | Anton Mang (Kawasaki)          | Marco Lucchinelli (Suzuki)   | Detalls |
| 1980 | Ricardo Tormo (Kreidler)      | Ángel Nieto (Minarelli)         | Carlos Lavado (Yamaha)         | Jon Ekerold (Yamaha)           | Jack Middelburg (Yamaha)     | Detalls |
| 1979 | Eugenio Lazzarini (Kreidler)  | Ángel Nieto (Minarelli)         | Graziano Rossi (Morbidelli)    | Gregg Hansford (Kawasaki)      | Virginio Ferrari (Suzuki)    | Detalls |
| 1978 | Eugenio Lazzarini (MBA)       | Eugenio Lazzarini (MBA)         | Kenny Roberts (Yamaha)         | Kork Ballington (Kawasaki)     | Johnny Cecotto (Yamaha)      | Detalls |
| 1977 | Ángel Nieto (Bultaco)         | Ángel Nieto (Bultaco)           | Mick Grant (Kawasaki)          | Kork Ballington (Yamaha)       | Wil Hartog (Suzuki)          | Detalls |
| 1976 | Ángel Nieto (Bultaco)         | Pier Paolo Bianchi (Morbidelli) | Walter Villa (Harley Davidson) | Giacomo Agostini (Yamaha)      | Barry Sheene (Suzuki)        | Detalls |
| 1975 | Ángel Nieto (Kreidler)        | Pier Paolo Bianchi (Morbidelli) | Walter Villa (Harley Davidson) | Dieter Braun (Yamaha)          | Barry Sheene (Suzuki)        | Detalls |
| 1974 | Herbert Rittberger (Kreidler) | Bruno Kneubühler (Yamaha)       | Walter Villa (Harley Davidson) | Giacomo Agostini (Yamaha)      | Giacomo Agostini (Yamaha)    | Detalls |
| 1973 | Bruno Kneubühler (Kreidler)   | Eugenio Lazzarini (Maico)       | Dieter Braun (Yamaha)          | Giacomo Agostini (MV Agusta)   | Phil Read (MV Agusta)        | Detalls |
| 1972 | Ángel Nieto (Derbi)           | Ángel Nieto (Derbi)             | Rodney Gould (Yamaha)          | Giacomo Agostini (MV Agusta)   | Giacomo Agostini (MV Agusta) | Detalls |
| 1971 | Ángel Nieto (Derbi)           | Ángel Nieto (Derbi)             | Phil Read (Yamaha)             | Giacomo Agostini (MV Agusta)   | Giacomo Agostini (MV Agusta) | Detalls |
| 1970 | Ángel Nieto (Derbi)           | Dieter Braun (Suzuki)           | Rodney Gould (Yamaha)          | Giacomo Agostini (MV Agusta)   | Giacomo Agostini (MV Agusta) | Detalls |
| 1969 | Barry Smith (Derbi)           | Dave Simmonds (Kawasaki)        | Renzo Pasolini (Benelli)       | Giacomo Agostini (MV Agusta)   | Giacomo Agostini (MV Agusta) | Detalls |
| 1968 | Paul Lodewijkx (Jamathi)      | Phil Read (Yamaha)              | Bill Ivy (Yamaha)              | Giacomo Agostini (MV Agusta)   | Giacomo Agostini (MV Agusta) | Detalls |
| 1967 | Yoshimi Katayama (Suzuki)     | Phil Read (Honda)               | Mike Hailwood (Honda)          | Mike Hailwood (Honda)          | Mike Hailwood (Honda)        | Detalls |
| 1966 | Luigi Taveri (Honda)          | Bill Ivy (Yamaha)               | Mike Hailwood (Honda)          | Mike Hailwood (Honda)          | Jim Redman (Honda)           | Detalls |
| 1965 | Ralph Bryans (Honda)          | Mike Duff (Yamaha)              | Phil Read (Yamaha)             | Jim Redman (Honda)             | Mike Hailwood (MV Agusta)    | Detalls |
| 1964 | Ralph Bryans (Honda)          | Jim Redman (Honda)              | Jim Redman (Honda)             | Jim Redman (Honda)             | Mike Hailwood (MV Agusta)    | Detalls |
| 1963 | Ernst Degner (Suzuki)         | Hugh Anderson (Suzuki)          | Jim Redman (Honda)             | Jim Redman (Honda)             | John Hartle (Gilera)         | Detalls |
| 1962 | Ernst Degner (Suzuki)         | Luigi Taveri (Honda)            | Jim Redman (Honda)             | Jim Redman (Honda)             | Mike Hailwood (MV Agusta)    | Detalls |

| Any  | 125 cc                      | 250 cc                         | 350 cc                         | 500 cc                     | Detalls |
| ---- | --------------------------- | ------------------------------ | ------------------------------ | -------------------------- | ------- |
| 1961 | Tom Phillis (Honda)         | Mike Hailwood (Honda)          | Gary Hocking · (MV Agusta)     | Gary Hocking · (MV Agusta) | Detalls |
| 1960 | Carlo Ubbiali (MV Agusta)   | Carlo Ubbiali (MV Agusta)      | John Surtees (MV Agusta)       | Remo Venturi (MV Agusta)   | Detalls |
| 1959 | Carlo Ubbiali (MV Agusta)   | Tarquinio Provini (MV Agusta)  | Bob Brown (Norton)             | John Surtees (MV Agusta)   | Detalls |
| 1958 | Carlo Ubbiali (MV Agusta)   | Tarquinio Provini (MV Agusta)  | John Surtees (MV Agusta)       | John Surtees (MV Agusta)   | Detalls |
| 1957 | Tarquinio Provini (Mondial) | Tarquinio Provini (Mondial)    | Keith Campbell (Moto Guzzi)    | John Surtees (MV Agusta)   | Detalls |
| 1956 | Carlo Ubbiali (MV Agusta)   | Carlo Ubbiali (MV Agusta)      | Bill Lomas (Moto Guzzi)        | John Surtees (MV Agusta)   | Detalls |
| 1955 | Carlo Ubbiali (MV Agusta)   | Luigi Taveri (MV Agusta)       | Ken Kavanagh (Moto Guzzi)      | Geoff Duke (Gilera)        | Detalls |
| 1954 | Rupert Hollaus (NSU)        | Werner Haas (NSU)              | Fergus Anderson (Moto Guzzi)   | Geoff Duke (Gilera)        | Detalls |
| 1953 | Werner Haas (NSU)           | Werner Haas (NSU)              | Enrico Lorenzetti (Moto Guzzi) | Geoff Duke (Gilera)        | Detalls |
| 1952 | Cecil Sandford (MV Agusta)  | Enrico Lorenzetti (Moto Guzzi) | Geoff Duke (Norton)            | Umberto Masetti (Gilera)   | Detalls |
| 1951 | Gianni Leoni (Mondial)      |                                | Bill Doran (AJS)               | Geoff Duke (Norton)        | Detalls |
| 1950 | Bruno Ruffo (Mondial)       |                                | Bob Foster (Velocette)         | Umberto Masetti (Gilera)   | Detalls |
| 1949 | Nello Pagani (Mondial)      |                                | Freddie Frith (Velocette)      | Nello Pagani (Gilera)      | Detalls |